# Marah fabacea
Marah fabacea är en gurkväxtart som först beskrevs av Naud., och fick sitt nu gällande namn av Edward Lee Greene. Marah fabacea ingår i släktet Marah och familjen gurkväxter. Utöver nominatformen finns också underarten M. f. agrestis.